# Paleis van Sint-Michaël en Sint-Joris
Het Paleis van Sint-Michaël en Sint-Joris (Grieks: Ανάκτορο των Αγίων Μιχαήλ και Γεωργίου) is een paleis in de Griekse stad Corfu. Plaatselijk wordt het paleis ook aangeduid met de naam "Palaia Anaktora" (Παλαιά Ανάκτορα; letterlijk "oud paleis").

## Geschiedenis
Het paleis werd gebouwd door sir Thomas Maitland, de Britse Lord High Commissioner van de Verenigde Staten van de Ionische Eilanden. Het diende als residentie van de Lord High Commissioner, maar was ook in gebruik als onderkomen voor de Ionische Senaat en de Orde van Sint-Michaël en Sint-Joris. De eerste steen werd gelegd op 23 april 1819, de naamdag van Sint-Joris. Het paleis ligt aan de noordzijde van het Spianadaplein, tussen de oude stad en de Oude Vesting.
Na de eenwording met het Koninkrijk Griekenland in 1864 diende het gebouw als koninklijk paleis tot de Tweede Wereldoorlog. Het overleefde de Italiaanse bombardementen op Korfoe-stad in 1923, maar leed veel meer schade toen het paleis ingericht werd als onderkomen voor vluchtelingen uit Epirus tijdens de Griekse Burgeroorlog. De Griekse staat was alleen in staat om de schade te herstellen in 1954 met hulp van het fonds van Charles Peake, die dan de Britse ambassadeur was in Griekenland. Tot 1967 maakte de Griekse koning regelmatig gebruik van het paleis voor evenementen, verblijven deed hij in het nabijgelegen paleis Mon Repos.
Vandaag wordt het paleis gebruikt als museum voor Aziatische kunst. De collectie van het museum startte in 1927 en is grotendeels tot stand gekomen door donaties, waarvan Gregorios Manos de grootste schenking deed met 10.500 stukken.

## Ontwerp
Het paleis is ontworpen in Regencystijl door de Britse architect George Whitmore, die kolonel en later generaal-majoor was bij de Royal Engineers. Het is grotendeels opgebouwd uit witte Maltese steen. De twee poorten die het paleis flankeren zijn de poorten van Sint-Michaël en Sint-Joris. Het paleis bestaat uit een groot trappenhuis, een rotonde in het midden die naar twee grote kamers leidt, de troonzaal en een eetkamer. Het paleis werd gerenoveerd voor de Europese top in 1994.

### Tuinen
De paleistuinen, compleet met aquaria van oude Venetiaanse steen, exotische bomen en bloemen, kijken uit op de baai door de oude Venetiaanse fortificaties. Er is een café aanwezig met een eigen kunstgalerij, die zowel lokale als internationale artiesten ontvangt. Vanaf dezelfde plaats kan men schepen zien passeren door de smalle zeestraat tussen het eiland en Vido, terwijl ze op weg zijn naar de haven van Korfoe. Een smeedijzeren trap, die loopt van de zee tot aan de tuin en niet toegankelijk is voor het publiek, is ook aanwezig. Deze werd vroeger gebruikt door de Griekse koninklijke familie als een binnenweg naar de zee. Na de val van de Griekse monarchie staan de tuinen bekend als "Tuinen van het volk" (Ο Κήπος του Λαού).

## Fotogalerij

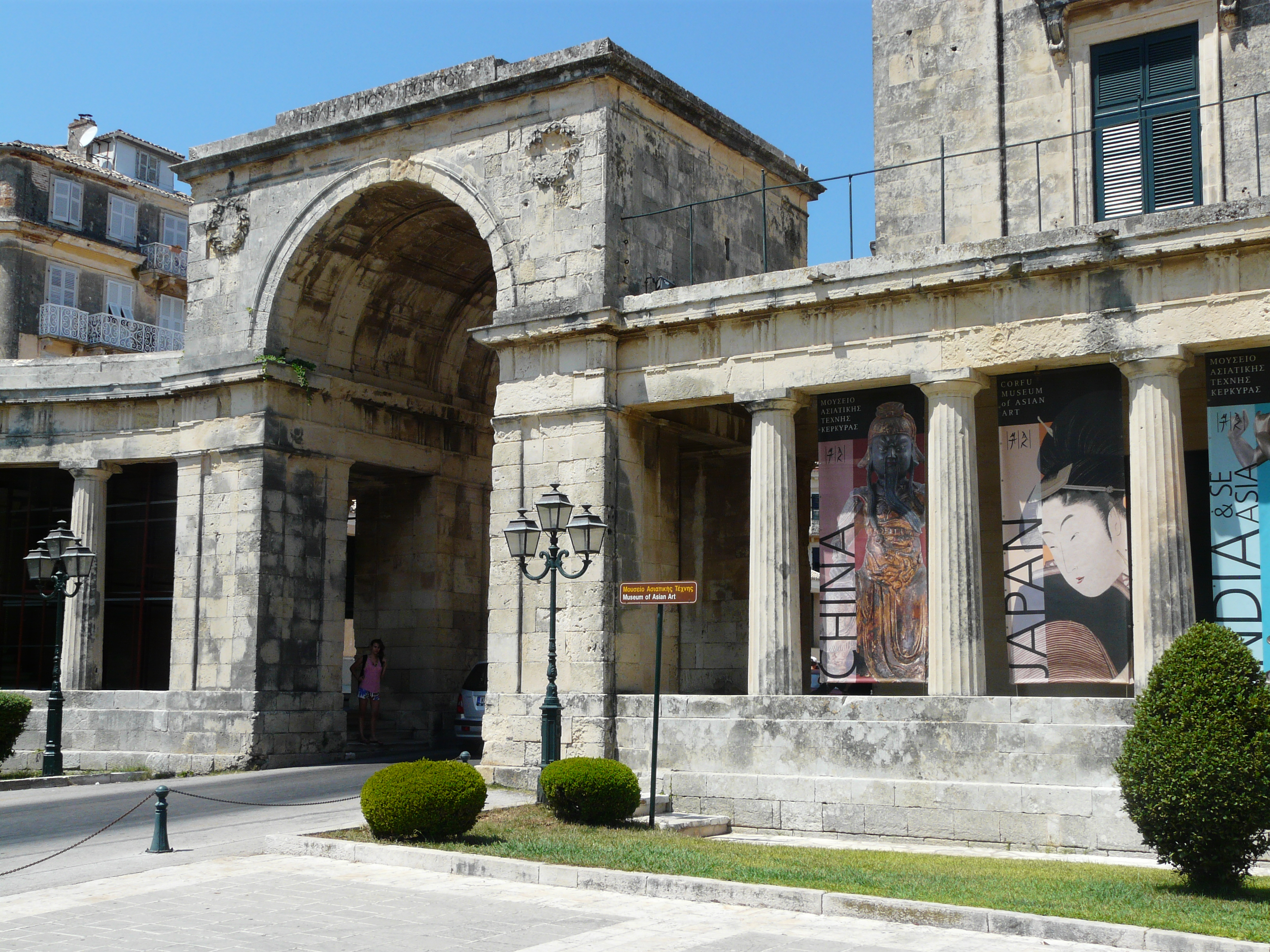
Zicht op de ingang
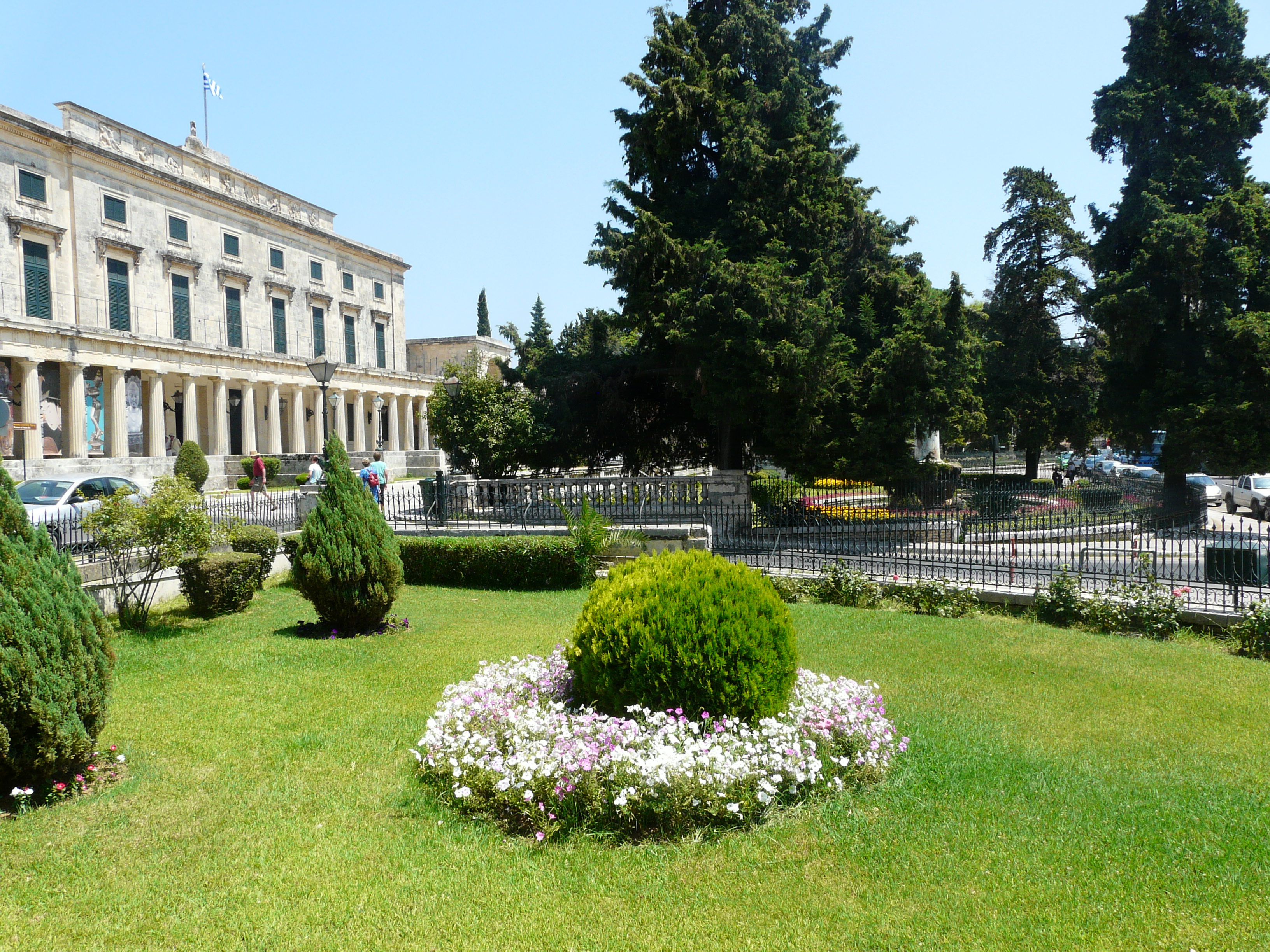
Tuinen
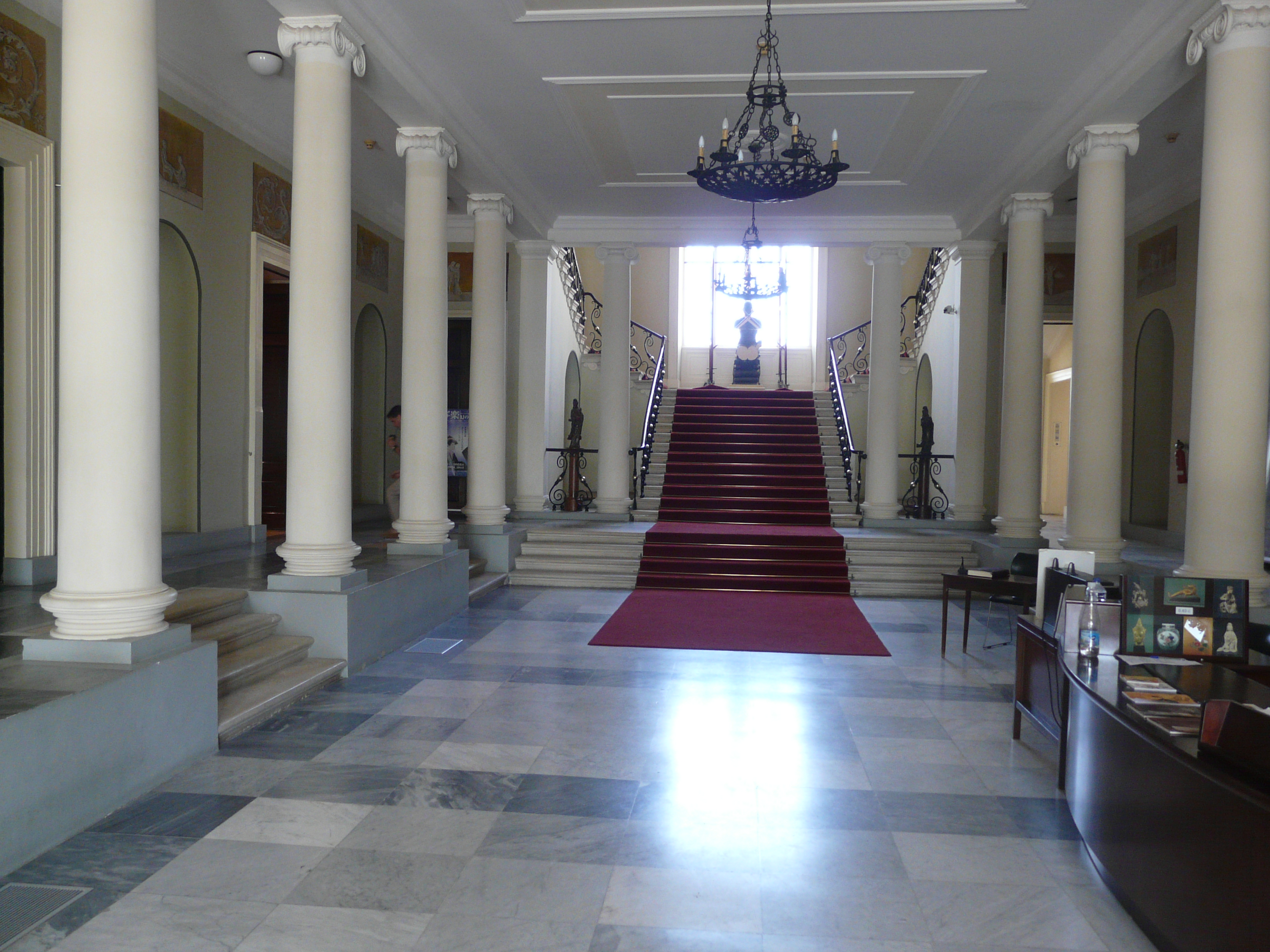
Binnenkant van het paleis
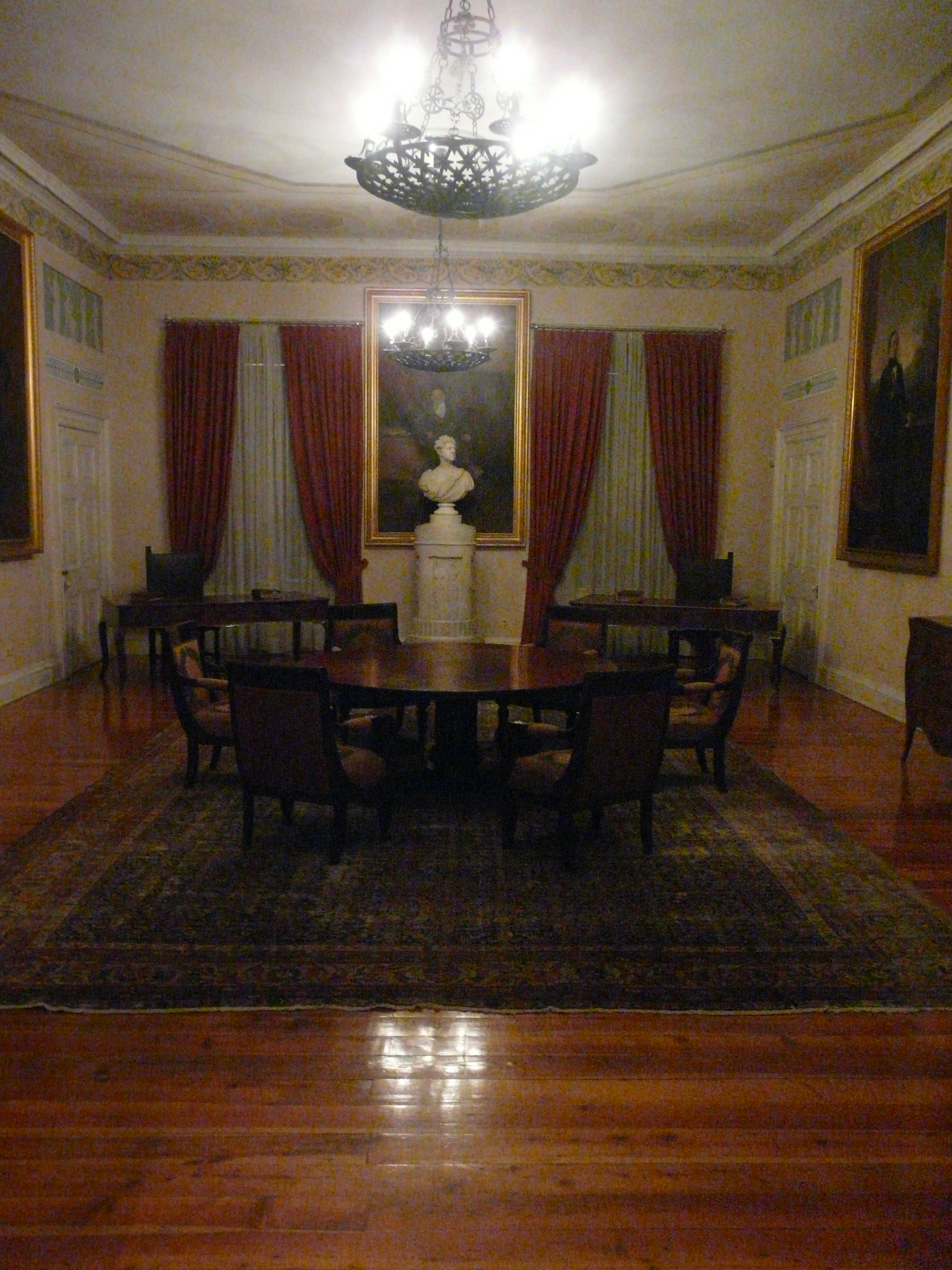
Vergaderzaal van de Ionische Senaat